# برايان بيتمان (موسيقي)
برايان بيتمان (بالإنجليزية: Brian Pittman)‏ هو موسيقي أمريكي، ولد في 21 أكتوبر 1980 في كانتون في الولايات المتحدة.

## وصلات خارجية
- برايان بيتمان على موقع IMDb (الإنجليزية)
- برايان بيتمان على موقع ميوزك برينز (الإنجليزية)
- برايان بيتمان على موقع ديسكوغز (الإنجليزية)